# Picconia incurva
Picconia incurva là một loài ruồi trong họ Tachinidae.